# Quercus chungii
Quercus chungii — вид рослин з родини букових (Fagaceae), поширений на південному сході Китаю.

## Опис
Це дерево до 15 метрів заввишки. Гілочки оксамитові, стають голими. Листки еліптично-вузькі або широко-ланцетні, субшкірясті, 6–10 × 1.5–4 см; основа округла або слабо клиноподібна, вершина гостро загострена; край зубчастий біля верхівки, рідко цілий; низ рясно коричнево волохатий, особливо на базальній частині; ніжка сірувато-коричнева, 10–20 мм. Жіночі суцвіття 15–20 мм, густо-волосисті. Жолуді від 2 до 6 разом на короткій ніжці, кулясті, обидва кінці сплюснуті, в діаметрі 15 мм; чашечка вкриває лише основу горіха, луска в 5–7 концентричних кільцях.

## Середовище проживання
Поширений на південному сході Китаю (Фуцзянь, Гуандун, Гуансі, Хунань, Цзянсі). Росте в широколистяних вічнозелених лісах на гірських схилах і в долинах; на висотах від 200 до 800 метрів.

## Використання й загрози
Використання невідоме, але, швидше за все, воно буде націлене на дерево та будівництво. Немає інформації щодо загроз для виду, але надмірна експлуатація та загальні загрози, такі як вирубка лісів, викликають занепокоєння в цьому регіоні.